# میمون دیانا
میمون دیانا (نام علمی: Cercopithecus diana) نام یک گونه از زیرخانواده دم‌درازیان است.

## نگارخانه

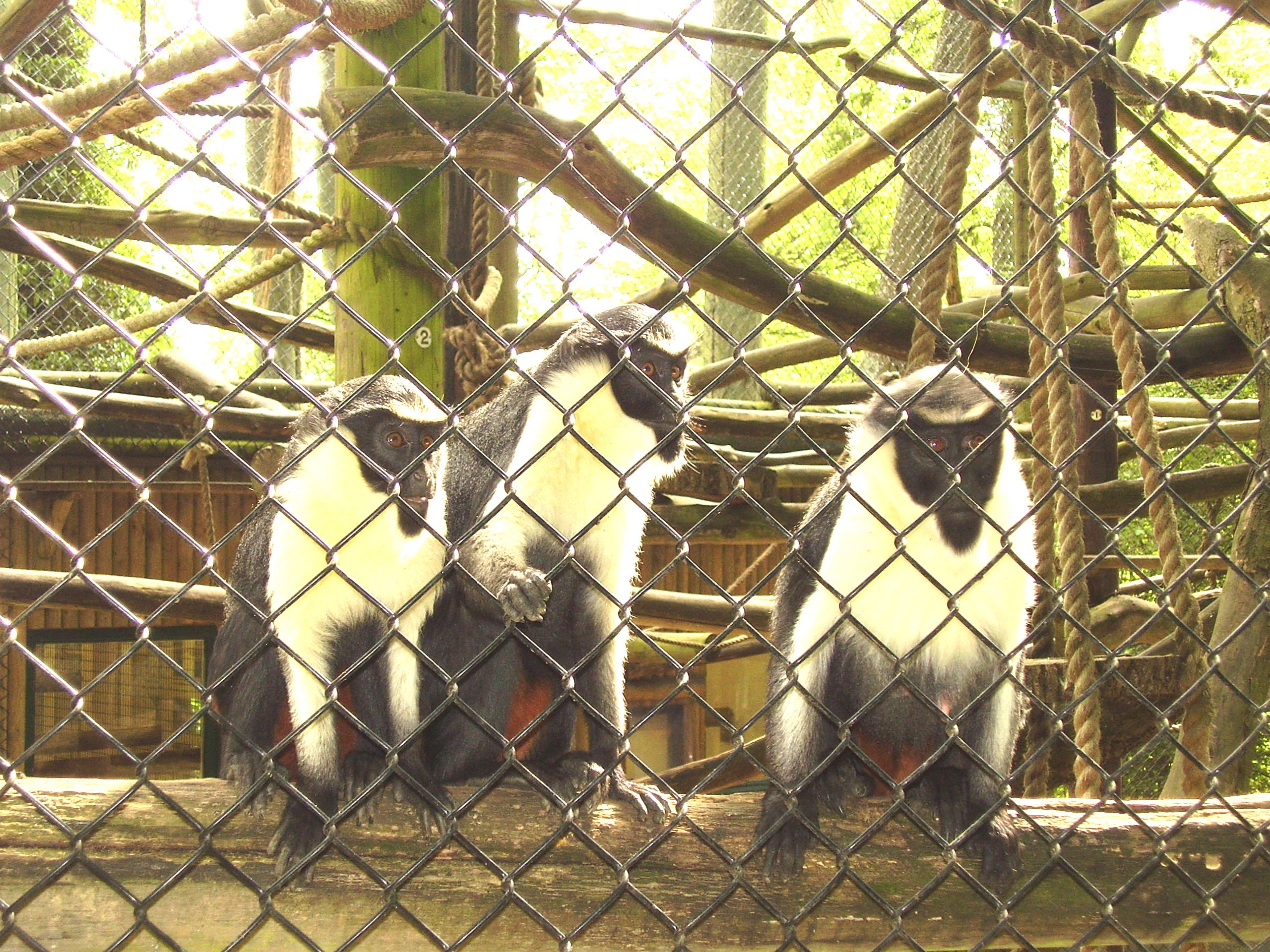
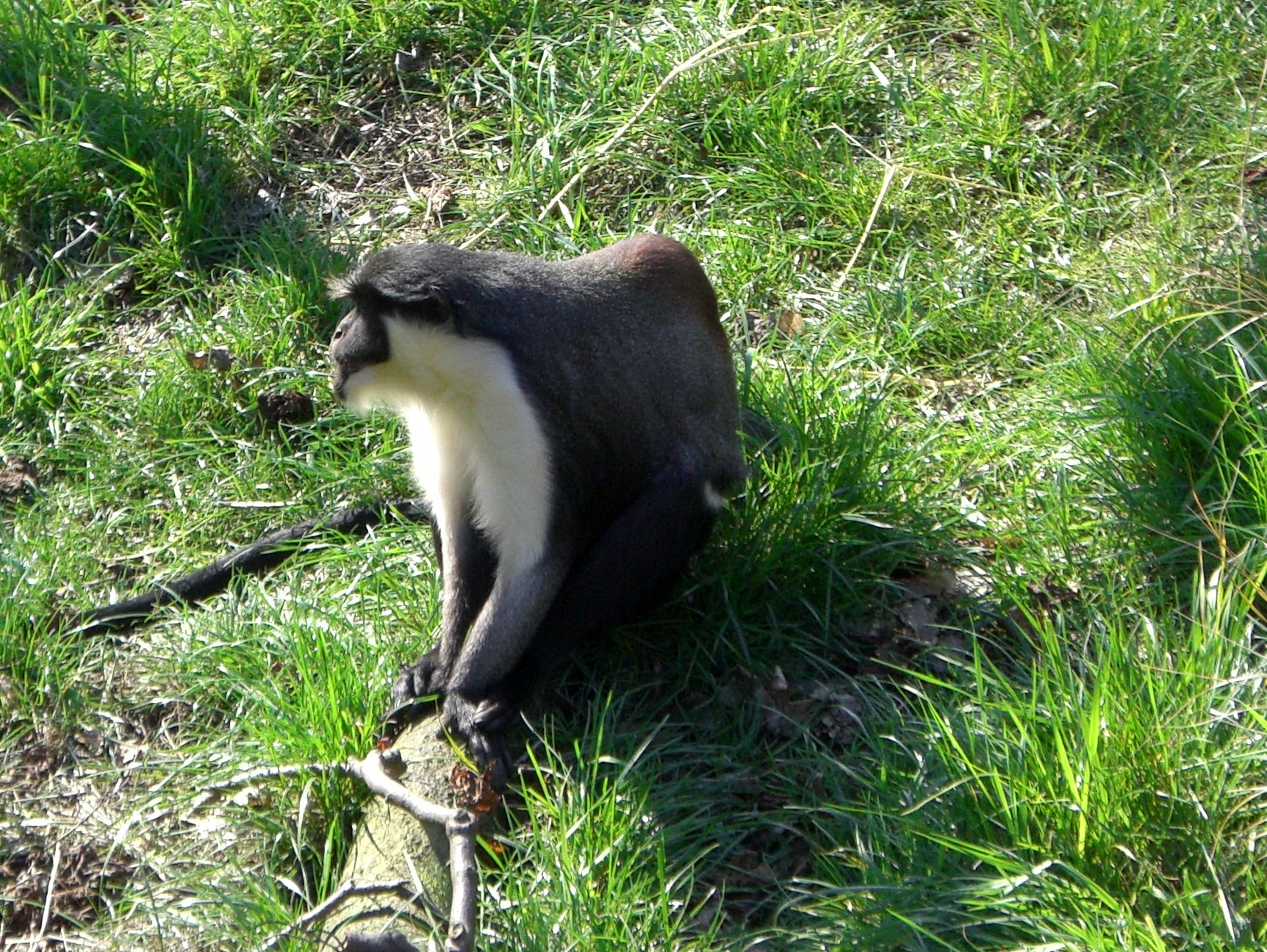
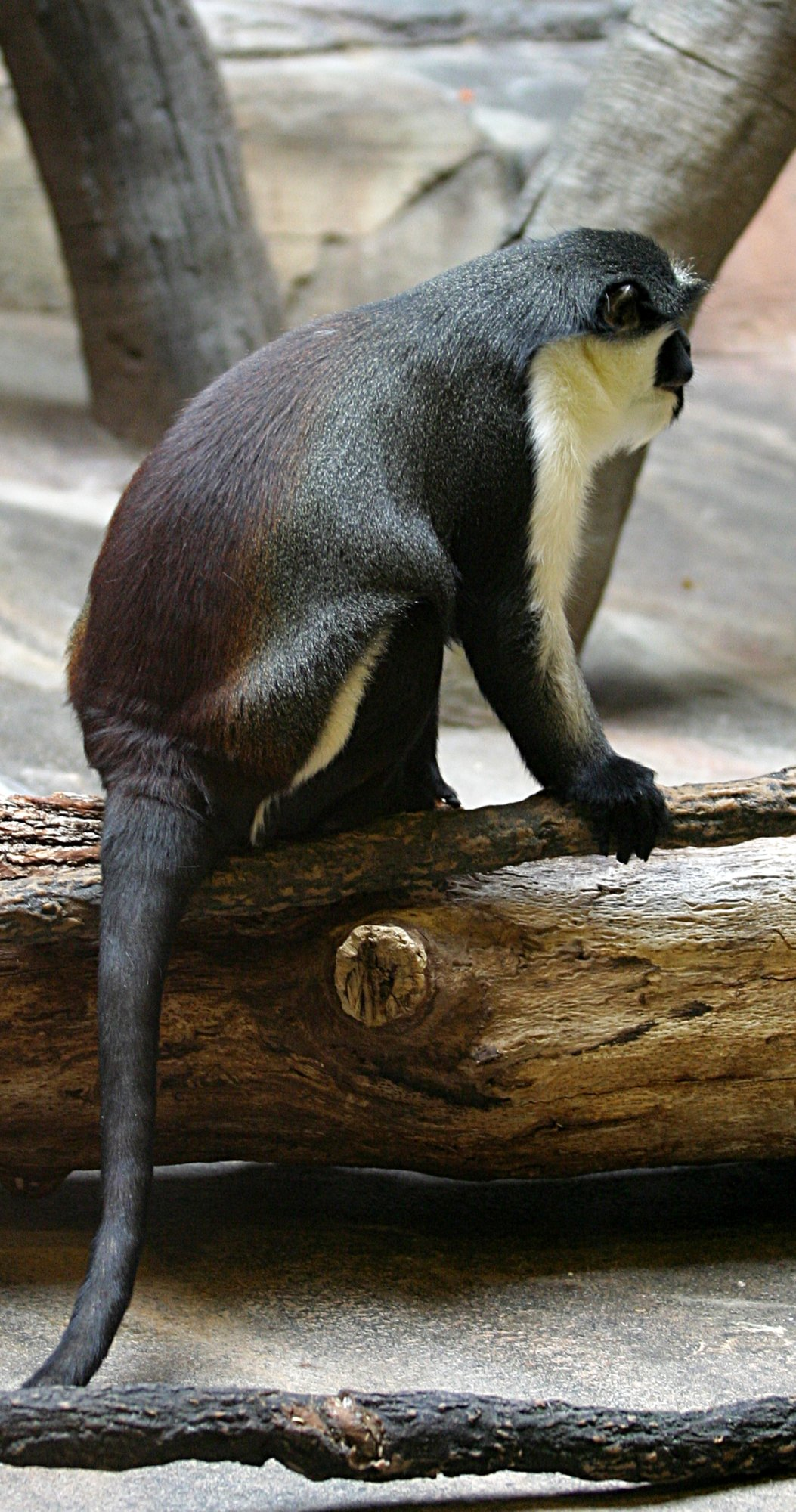
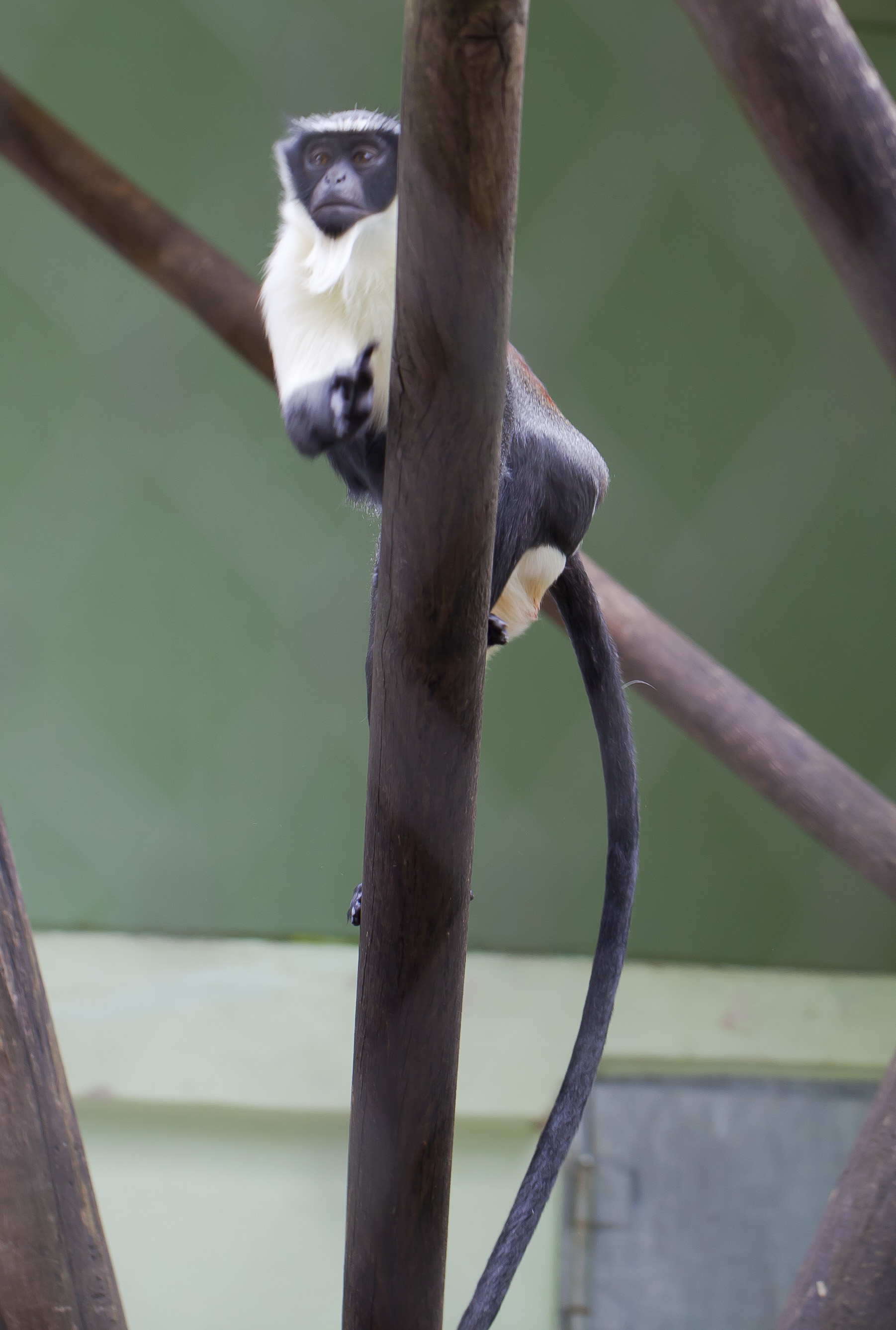